# Мюсси-ла-Фос
Мюсси́-ла-Фос (фр. Mussy-la-Fosse) — коммуна во Франции, находится в регионе Бургундия. Департамент коммуны — Кот-д’Ор. Входит в состав кантона Венаре-Ле-Лом. Округ коммуны — Монбар.
Код INSEE коммуны — 21448.

## Население
Население коммуны на 2010 год составляло 76 человек.
| 1962 | 1968 | 1975 | 1982 | 1990 | 1999 | 2010 |
| ---- | ---- | ---- | ---- | ---- | ---- | ---- |
| 91   | 93   | 86   | 86   | 92   | 87   | 76   |

## Экономика
В 2010 году среди 46 человек трудоспособного возраста (15—64 лет) 37 были экономически активными, 9 — неактивными (показатель активности — 80,4 %, в 1999 году было 66,7 %). Из 37 активных жителей работали 35 человек (22 мужчины и 13 женщин), безработных было 2 (1 мужчина и 1 женщина). Среди 9 неактивных 2 человека были учениками или студентами, 3 — пенсионерами, 4 были неактивными по другим причинам.